# Stazione di Lisandro de la Torre
La stazione di Lisandro de la Torre (Estación Lisandro de la Torre in spagnolo) è una stazione ferroviaria della linea Mitre situata nel barrio di Palermo della capitale argentina Buenos Aires.
È intitolata al politico argentino Lisandro de la Torre.

## Storia
Fu aperta al traffico il 21 settembre 1916. Chiusa al traffico il 2 settembre 2017 per la costruzione del viadotto Mitre, fu riaperta, in posizione sopraelevata, il 14 settembre di due anni dopo.